# Luchthaven Bobo-Dioulasso
De Luchthaven Bobo-Dioulasso (IATA: BOY, ICAO: DFOO) is een luchthaven bij de stad Bobo-Dioulasso, Burkina Faso.

## Luchtvaartmaatschappijen en bestemmingen
- Air Burkina - Abidjan, Ouagadougou